# Comté d'Eu

Armoiries d'Alphonse de Brienne, comte d'Eu (1251)

Le comté d'Eu était l'un des comtés constitutifs du duché de Normandie. 

## Historique
Très tôt, ce comté a été confié à des membres de la famille ducale, et l'on cite dès 996 le Rollonide Godefroi de Brionne († 1015), comte de Brionne et d'Eu, fils bâtard de Richard Sans-Peur. Son fils Gilbert de Brionne († 1040), précepteur de Guillaume le Conquérant, lui succède, mais perd le comté au profit de Guillaume Ier d'Eu († 1058), comte d'Eu, autre fils de Richard Sans-Peur. La dynastie d'Eu posséda cette marche du duché jusqu'en 1245, date de la mort d'Alix, comtesse d'Eu, qui fit passer le comté normand dans la Maison de Lusignan, puis dans celle de Brienne.
À partir de 1088, Guillaume le Roux, roi d'Angleterre, utilise les énormes revenus que lui procure son royaume pour s'attacher les services des vassaux du duc de Normandie, Robert Courteheuse, et préparer une invasion du duché. À l'été 1090, il a ainsi corrompu la majeure partie des barons hauts-normands, avec un noyau de fidèles centré sur Eu. En février 1091, il débarque en Normandie et s'installe à Eu. Il n'y a aucun affrontement armé sérieux, et les deux frères font la paix par le traité de Caen (ou de Rouen). Par cet accord, le roi Guillaume le Roux conserve le comté aux dépens du comte Guillaume II d'Eu. En 1096, le comte est l'un des participants d'une conspiration qui doit placer Étienne d'Aumale sur le trône anglais. Après l'échec de cette rébellion, Guillaume II d'Eu perd en duel judiciaire et est énucléé et castré, et ne survit pas à ses blessures.
À la suite de la confiscation (commise) de l'ensemble des possessions française de Jean sans Terre, par jugement du 28 avril 1202, Philippe Auguste, un mois plus tard, commence par prendre le contrôle des places possessions du comte d'Eu : Eu, Drincourt (Neufchâtel-en-Bray), Mortemer et Lyons-la-Forêt.
Plusieurs maisons princières vont posséder le comté jusqu'à la Révolution, les Maisons de Lusignan, de Brienne, d'Artois, de Bourgogne, de Clèves, de Lorraine-Guise, puis de Bourbon.

## Les gouverneurs du comté
- Colard (ou Nicolas) de Pardieu  gouverneur de la ville et du comté d'Eu (vers 1410) [3].
- David de Pardieu, Seigneur d'Assigny et de la Pierre, capitaine et gouverneur du comté d'Eu (vers 1505).